# Лішна (Румунія)
Лішна (рум. Lișna) — село у повіті Ботошані в Румунії. Входить до складу комуни Сухареу.
Село розташоване на відстані 409 км на північ від Бухареста, 42 км на північ від Ботошань, 134 км на північний захід від Ясс.

## Населення
За даними перепису населення 2002 року у селі проживала 961 особа, усі — румуни. Усі жителі села рідною мовою назвали румунську.